# Saverio Mercadante
Saverio Mercadante (Giuseppe Saverio Raffaele Mercadante) (16. září 1795, Altamura - 12. prosince 1870, Neapol), byl italský, převážně operní, hudební skladatel.

## Život
Narodil se v Altamuře v Apulii, městečku poblíž Bari. V letech 1816 až 1820 studoval v Neapoli u Niccolò Zingarelliho. Začínal jako skladatel symfonické a instrumentální hudby, ale Gioacchino Rossini vycítil jeho operní talent a přivedl jej ke kompozici oper. Pozornost italského publika si získal zejména svoji sedmou operou Elisa e Claudio (1820) napsanou v Rossiniho stylu.
V letech 1829 a 1830 žil ve Vídni, Madridu, Cádizu a Lisabonu. Nezískal však trvalé angažmá a proto vrátil se Itálie. Stal se kapelníkem katedrály v Novaře, a zastával toto postavení až do roku 1839. Na pozvání Rossiniho strávil krátký čas i v Paříži, kde uvedl několik svých oper. Tam poznal díla Giacomo Meyerbeera a Halévyho, což ho přivedlo k úvahám o smyslu opery. Na základě těchto úvah zcela změnil svůj kompoziční styl. Rozhodl se oprostit operu od velkooperních manýrů a soustředit se více na dramatickou složku operního díla. První operou psanou v tomto „reformovaném“ stylu se stala opera Il giurnamento uvedená roku 1837 v proslulém Teatro alla Scala v Miláně. Tomuto způsobu operní skladby zůstal věrný až do konce života.
V roce 1839 se Mercadante stal ředitelem Liceo musicale v Bologni a o rok později vystřídal svého učitele Zingarelliho ve funkci ředitele konzervatoře v Neapoli, kterou zastával až do konce své životní dráhy.
V průběhu šedesátých let mu postupně slábl zrak a roku 1863 zcela oslepl. Jeho opery, které ve své době úspěšně soutěžily s operami Gaetana Donizettiho, Vincenza Belliniho a Giuseppe Verdiho jsou dnes téměř zapomenuty. Občasná provedení nebo nahrávky však bývají velmi úspěšné.
Mercadante byl rovněž velmi plodný skladatel chrámové hudby. Jeho skladby byly velmi oblíbené pro svůj jemný a elegantní styl.

## Operní dílo
- L'apoteosi d'Ercole (19.8.1819 Teatro San Carlo, Neapol)
- Violenza e costanza, ossia I falsi monetari (19.1.1820 Teatro Nuovo, Neapol -jako Il castello dei spiriti, 1825, Lisabon)
- Anacreonte in Samo (1.8.1820 Teatro S. Carlo, Neapol)
- Il geloso ravveduto (10.1820 Teatro Valle, Řím)
- Scipione in Cartagine (26.12.1820 Teatro Argentina, Řím)
- Maria Stuarda regina di Scozia (29.5.1821 Teatro Comunale, Bologna)
- Elisa e Claudio, ossia L'amore protetto dall'amicizia (30.10.1821 Teatro alla Scala, Milán)
- Andronico ( 26.12.1821 Teatro La Fenice, Benátky)
- Il posto abbandonato, ossia Adele ed Emerico (21.9.1822 Teatro alla Scala, Milán)
- Amleto (26.12.1822 Teatro alla Scala, Milán)
- Alfonso ed Elisa (26.12.1822 Teatro Nuovo, Mantova - revidovaná verse: Aminta ed Argira (1823, Reggio Emilia)
- Didone abbandonata (18.1.1823 Teatro Regio, Turín)
- Gli sciti (18.3.1823 Teatro S. Carlo, Neapol)
- Costanzo ed Almeriska (22.11.1823 Teatro S. Carlo, Neapol)
- Gli amici di Siracusa (7.2.1824 Teatro Argentina, Řím)
- Doralice (18.9.1824 Karntnertortheater, Vídeň)
- Le nozze di Telemaco ed Antiope (5.11.1824 Karntnertortheater, Vídeň)
- Il podestà di Burgos, ossia Il signore del villaggio (20.11.1824 Karntnertortheater, Vídeň)
- Nitocri (26.12.1824 Teatro Regio, Turín)
- Ipermestra (29.12.1825 Teatro S. Carlo, Neapol)
- Erode, ossia Marianna (12.12.1825 Teatro La Fenice, Benátky)
- Caritea, regina di Spagna (Donna Caritea), ossia La morte di Don Alfonso re di Portogallo (21.2.1826 Teatro La Fenice, Benátky)
- Ezio (3.2.1827 Teatro Regio, Turín)
- Il montanaro (16.4.1827, Teatro alla Scala, Milán)
- La testa di bronzo, ossia La capanna solitaria (3.12.1827, soukromé divadlo barona di Quintella at Laranjeiras, Lisabon)
- Adriano in Siria (24.2.1828 Theatre S. Carlos, Lisabon)
- Gabriella di Vergy (8.8.1828 Theatre S. Carlos, Lisabon - revidovaná verse 1832, Janov)
- La rappresaglia (21.2.1829 Teatro Principal, Cadiz)
- Don Chisciotte alle nozze di Gamaccio (10.2.1830 Teatro Principal, Cadiz)
- Francesca da Rimini (1831, patrně neprovedeno)
- Zaïra (31.8.1831 Teatro S. Carlo, Neapol)
- I normanni a Parigi (7.2.1832 Teatro Regio, Turín)
- Ismalia, ossia Amore e morte (27.10.1832, Teatro alla Scala, Milán)
- Il conte di Essex (10.3.1833, Teatro alla Scala, Milán)
- Emma d'Antiochia (8.3.1834 Teatro La Fenice, Benátky)
- Uggero il danese (11.8.1834 Teatro Riccardi, Bergamo)
- La gioventù di Enrico V (25.11.1834, Teatro alla Scala, Milán)
- I due Figaro (26.1.1835 Teatro Principe, Madrid)
- Francesca Donato, ossia Corinto distrutta (14.2.1835 Teatro Regio, Turín - revidovaná verse 1845, Teatro S. Carlo, Neapol]
- I briganti (22.3.1836 Théâtre Italien, Paříž)
- Il giuramento (11.3.1837, Teatro alla Scala, Milán)
- Le due illustri rivali (10.3.1838 Teatro La Fenice, Benátky)
- Elena da Feltre (1.1.1839 Teatro S. Carlo, Neapol)
- Il bravo (La veneziana) (9.3.1839 Teatro alla Scala, Milán)
- La vestale (10.3.1840 Teatro S. Carlo, Neapol)
- La solitaria delle Asturie, ossia La Spagna ricuperata (12.3.1840 Teatro La Fenice, Benátky)
- Il proscritto (4.1.1842 Teatro S. Carlo, Neapol)
- Il reggente (2.2.1843 Teatro Regio, Turín - revidovaná verse 11.11.1843, Terst)
- Leonora (5.12.1844 Teatro Nuovo, Neapol)
- Il Vascello de Gama (6.3.1845 Teatro S. Carlo, Neapol)
- Orazi e Curiazi (10.11.1846 Teatro S. Carlo, Neapol)
- La schiava saracena, ovvero Il campo di Gerosolima (26.12.1848 Teatro alla Scala, Milán - revidovaná verse 1850 Teatro S. Carlo, Neapol)
- Medea (I.3.1851 Teatro S. Carlo, Neapol)
- Statira (8.1.1853 Teatro S. Carlo, Neapol)
- Violetta (10.1.1853 Teatro Nuovo, Neapol)
- Pelagio (12.2.1857 Teatro S. Carlo, Neapol)
- Virginia (7.4.1866 Teatro S. Carlo, Neapol)
- L'orfano di Brono, ossia Caterina dei Medici (nedokončeno)